# Stygothelphusa nobilii
Stygothelphusa nobilii is een krabbensoort uit de familie van de Gecarcinucidae. De wetenschappelijke naam van de soort is voor het eerst geldig gepubliceerd in 1920 door Colosi.